# Ugnshålagölen
Ugnshålagölen är en sjö i Vetlanda kommun i Småland och ingår i Emåns huvudavrinningsområde. Sjöns area är 0,02 kvadratkilometer och den befinner sig 270 meter över havet.